# 1990 HH1
1990 HH1 är en asteroid i huvudbältet som upptäcktes den 26 april 1990 av den amerikanska astronomen Eleanor F. Helin vid Palomarobservatoriet.
Asteroiden har en diameter på ungefär 5 kilometer och den tillhör asteroidgruppen Eunomia.